# Бидајс (Тексас)
Бидајс (енгл. Bedias) град је у америчкој савезној држави Тексас. По попису становништва из 2010. у њему је живело 443 становника.

## Демографија
Према попису становништва из 2010. у граду је живело 443 становника.
| Група             | 2000.  | 2010.       |
| Белци             | . (.%) | 313 (70,7%) |
| Афроамериканци    | . (.%) | 59 (13,3%)  |
| Азијати           | . (.%) | 1 (0,2%)    |
| Хиспаноамериканци | . (.%) | 47 (10,6%)  |
| Укупно            | .      | 443         |